# Сита-кири Судзумэ

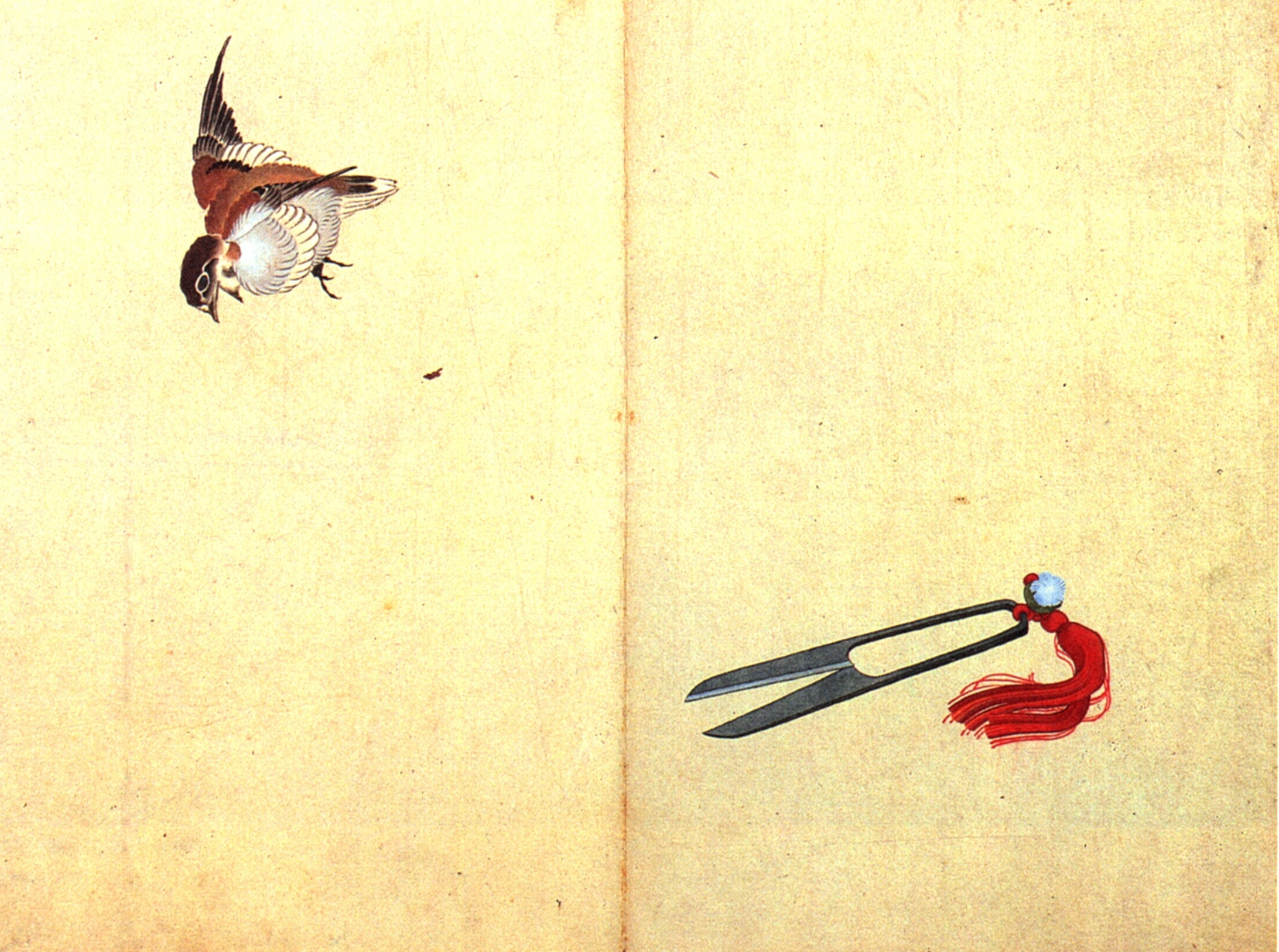
Укиё-э (Кацусика Хокусай)

Сита-кири Судзумэ (яп. 舌切り雀 «воробей с отрезанным языком») — японская народная сказка о добром старике, его жадной жене и покалеченном воробье. История рассматривает проявления жадности, дружбы и зависти на характерах главных героев.

## Сюжет
Когда-то давным-давно жил бедный старый дровосек со своей женой, которые зарабатывали себе на жизнь распилкой древесины и рыбной ловлей. Старик был честным и добрым, а его жена была жадной и высокомерной. Однажды утром старик поднялся в горы рубить деревья и увидел там раненого воробья, который взывал о помощи. Почувствовав жалость, он забрал птичку к себе домой и подкармливал её небольшим количеством риса, чтобы помочь поправиться. Жену старика, жадную и бессердечную женщину, очень раздражало, что её муж впустую тратит драгоценную еду на такое ничтожное существо, как воробей. Старик, однако, продолжал заботиться о птице.
Этот человек должен был вернуться в горы на целый день, поэтому оставил птицу на попечении своей старухи, которая, в отсутствие мужа, даже не собиралась её кормить. После того, как муж ушёл, она отправилась на рыбалку. Пока её не было, воробей нашёл и склевал остатки крахмала. Когда старуха вернулась, то так рассердилась, что отрезала воробью язык и прогнала обратно в горы, откуда он и прибыл.
Старик, опечалившись, пошел искать птицу, и с помощью других воробьёв, направил свой путь в рощу бамбука, в котором находился приют его знакомого воробья. Множество воробьёв приветствовало его как дорогого гостя, и сопроводило к его другу, воробышку, которого он некогда спас. Воробьи принесли пищу, пели и танцевали в честь старика.
Перед уходом, гостю предложили в качестве подарка на выбор большую корзину или маленькую корзинку. Будучи пожилым человеком, он выбрал небольшую корзинку, поскольку решил, что та будет наименее тяжёлой. Когда он пришёл домой и открыл корзинку, то обнаружил внутри драгоценные сокровища. Жена, узнав о существовании большой корзины, побежала в приют воробья, надеясь выпросить для себя ещё больше сокровищ. Когда ей предоставили выбор, то женщина выбрала большую корзину, при этом воробьи её предупредили не открывать корзину до возвращения домой.
Но жадность и любопытство взяли в душе верх, и она открыла корзину по дороге, до прихода домой. К её удивлению, корзина оказалось полна ядовитых змей и различных чудовищ. Испугавшись до смерти, женщина шлёпнулась и кувырком скатилась к подножию горы.

## Близкие сюжеты
По системе классификации сказочных сюжетов Aарне-Томпсона сказка имеет номер 480, «Добрая и недобрая девица». Некоторые другие сказки, относящиеся к этому типу:
- Подарки феи (Шарль Перро);
- Госпожа Метелица;
- Три маленьких лесовика;
- Морозко;
- Заколдованный венок (скандинавская сказка);
- Кожаный мешок (английская сказка);
- Две шкатулки (скандинавская сказка).

## Культурное влияние и переводы
В игре Okami, выпущенной компанией Clover Studio, воробьиный приют находится рядом с жильём пожилой пары, владеющей ножницами, которая захватила и собиралась съесть одного из воробьев. Это довольно очевидная ссылка на сказку, хотя старик, в отличие от персонажа сказки, не добр — он так же подл, как и его жена.
История многократно переводилась на английский язык: Алджерноном Фриман-Митфордом (Algernon Freeman-Mitford, 1871), Уильямом Эллиотом Гриффисом (1880), Дэвидом Томсоном (во втором томе «Japanese Fairy Tale Series» Хасэгавой Такэдзиро, 1885), Эйко Теодорой Одзаки (1903), Терезой Уиллистон (1904), и другими.